# 용소초등학교
용소초등학교는 대한민국 부산광역시 남구에 있는 초등학교다.

## 학교 연혁
- 2014년 3월 1일 개교